# Cultura d'Usàtovo
La Cultura d'Usàtovo és una cultura arqueològica pertanyent al Neolític tardà que va florir aproximadament entre el 3500 i 3000 abans de la nostra era a la confluència d'Ucraïna i Romania. Sembla que es va originar a partir de la Cultura Cucuteni-Trypillia, que la va precedir a la mateixa àrea.

## Història
La Cultura d'Usàtovo rep el nom del poble d'Usàtovo a l'óblast d'Odessa, a Ucraïna, on es trobà un assentament neolític i tombes a la dècada dels 1920.

## Extensió geogràfica
La Cultura d'Usàtovo es desplegà al voltant dels rius Buh Meridional i Dnièster, entre les valls inferiors del Dniéper i el Danubi.

## Descripció
Les excavacions al jaciment d'Usàtovo han tret a la llum restes de cases rectangulars fetes amb lloses de pedra calcària, així com fosses d'escombraries i altars de sacrificis. Se solien construir túmuls funeraris damunt les tombes, envoltats de cromlecs, tot i que també s'hi han trobat cenotafis. Les tombes dels caps, a voltes acompanyades de les esposes, eren al bell mig d'una fossa, mentre que els servents s'enterraven al voltant del perímetre. A les tombes aparegueren destrals de coure, dagues, punxons, eines de pedra, os i banya, i estatuetes femenines de ceràmica i terracota. Els molts ossos d'ovelles i cavalls descoberts mostren el predomini de la ramaderia sobre l'agricultura.
La Cultura d'Usàtovo dominava la metal·lúrgia de l'arsènic, el bronze i l'argent, cosa que indica contactes amb la Ciscaucàsia (estepes del Caucas Nord).

## Intercanvis
La presència de ceràmica de la Cultura de Maikop indica comerç al llarg de la mar Negra. El descobriment de perles de vidre suggereix comerç amb l'àrea de la mar Egea.

## Anàlisi
La Cultura d'Usàtovo sembla ser el resultat de la barreja d'elements neolítics autòctons amb elements intrusius de l'Estepa Pòntica. Àlex G. Nikitin et al. van descriure més específicament les poblacions de la Cultura d'Usàtovo com derivades de la barreja de llauradors i emigrants de la Cultura de Cucuteni-Trypillia que es desplaçaven cap a l'est de la regió entre el Caucas i el Baix Volga. Les poblacions neolítiques haurien aportat tombes planes, estatuetes i ceràmica pintada, mentre que les poblacions de l'estepa haurien lliurat enterraments sota túmuls, cavalls i ceràmica gruixuda temperada amb petxines.
Segons la hipòtesi dels kurgans, la Cultura d'Usàtovo representa la dominació dels camperols de la Cultura de Cucuteni-Trypillia per part d'invasors indoeuropeus de l'Estepa Pòntica.